# Bodak
Bodak (niem. Halmigberg, 621 m n.p.m.) – szczyt w południowo-zachodniej Polsce, w Sudetach Wschodnich, w paśmie Gór Złotych.

## Położenie
Szczyt znajduje się w północno–zachodniej części Gór Złotych, pomiędzy Przełęczą Kłodzką a Przełęczą Chwalisławską. Rozległy szczyt stanowi dominantę tej części Gór Złotych.

## Budowa geologiczna
Cały masyw zbudowany jest z granitoidów masywu kłodzko-złotostockiego – sjenitów i granodiorytów z niewielkimi fragmentami skał metamorficznych – amfibolitów, stanowiących ich osłonę, a należących do metamorfiku Lądka i Śnieżnika.

## Roślinność
Cały masyw porośnięty jest lasami mieszanymi i świerkowymi.

## Szlaki turystyczne
Przez szczyt biegnie szlak turystyczny: 
- z Barda przez Przełęcz Kłodzką do Lądka-Zdroju.

## Bodak w literaturze
W powieści fantastyczno-historycznej Narrenturm autorstwa Andrzeja Sapkowskiego, na Bodaku umiejscowiony jest zamek rycerzy-rabusi o tej samej nazwie, należący do Buka von Krossig; do którego trafiają główni bohaterowie powieści. Zamek jest budowlą jedynie literacką.